# Arctonyx
Arctonyx е род от семейство Порови, включващ три вида язовци. Arctonyx е един от двата рода в подсемейство Язовци, заедно със същинските язовци (Meles).

## Таксономия
Преди Arctonyx е смятан за монотипен род, съдържащ един-единствен вид, свиневидният язовец, но проучване от 2009 г. установи, че всъщност включва 3 различни вида, откритие, потвърдено по-късно от Американското дружество на бозайниците.

## Видове
Известни са три вида:
| Изображение | Научно наименование                         | Разпространение       |
| ----------- | ------------------------------------------- | --------------------- |
|             | Северен свиневиден язовец (A. albogularis)  | Южна и Източна Азия   |
|             | Голям свиневиден язовец (A. collaris)       | Югоизточна Азия       |
|             | Суматренски свиневиден язовец (A. hoevenii) | о. Суматра, Индонезия |

## Опазване
Международният съюз за защита на природата разглежда големия свиневиден язовец (A. collaris), северния свиневиден язовец (A. albogularis) и суматренския свиневиден язовец (A. hoevenii) като три отделни вида. Големият свиневиден язовец е посочен като уязвим вид. Другите две са считани за незастрашени.